# Wilhelm Heinrich Kaemmerer

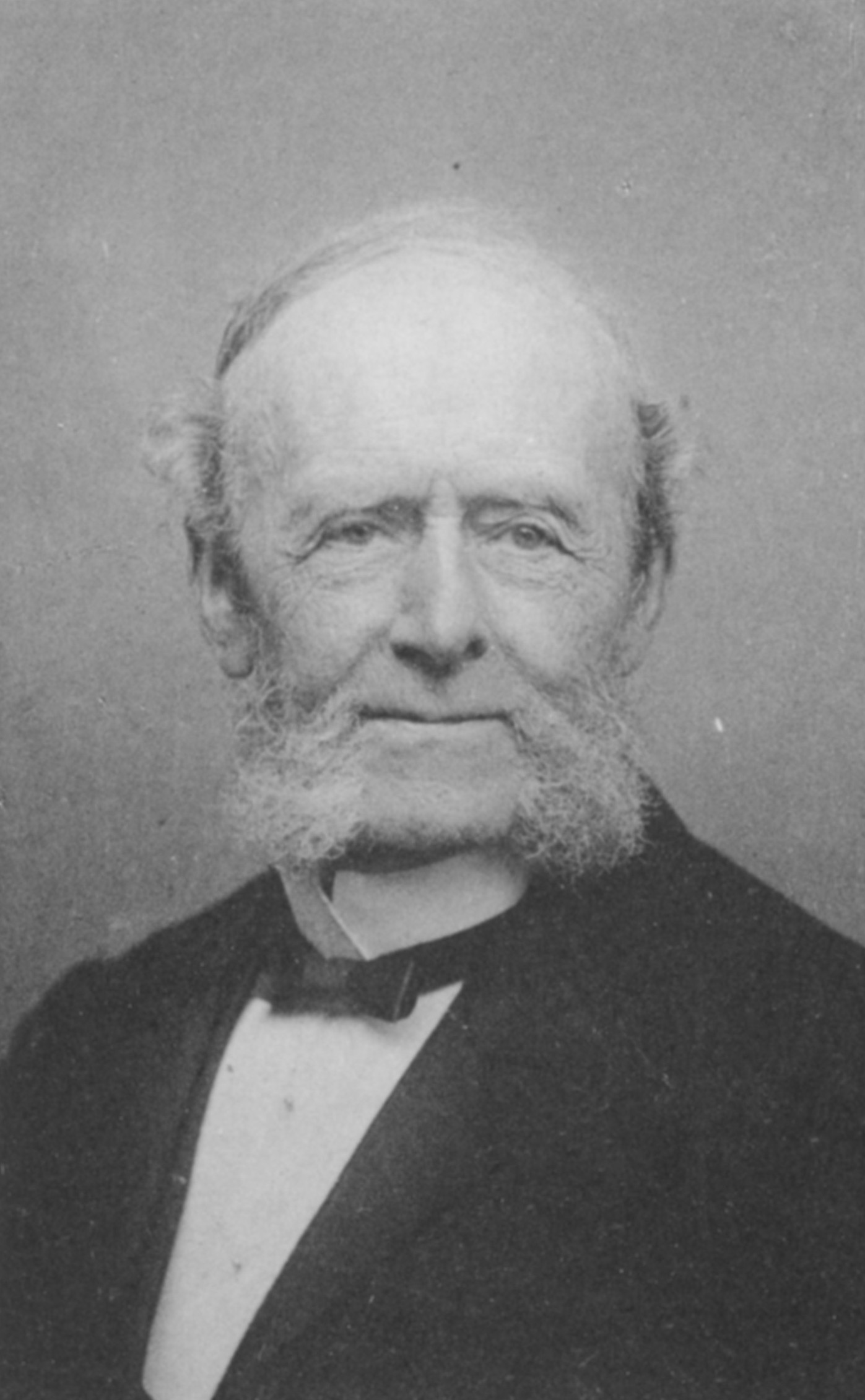
Wilhelm Heinrich Kaemmerer

Wilhelm Heinrich Kaemmerer (* 27. Juni 1820 in Hamburg; † 20. September 1905 ebenda) war ein deutscher Kaufmann, Bankier und Abgeordneter. 

## Leben

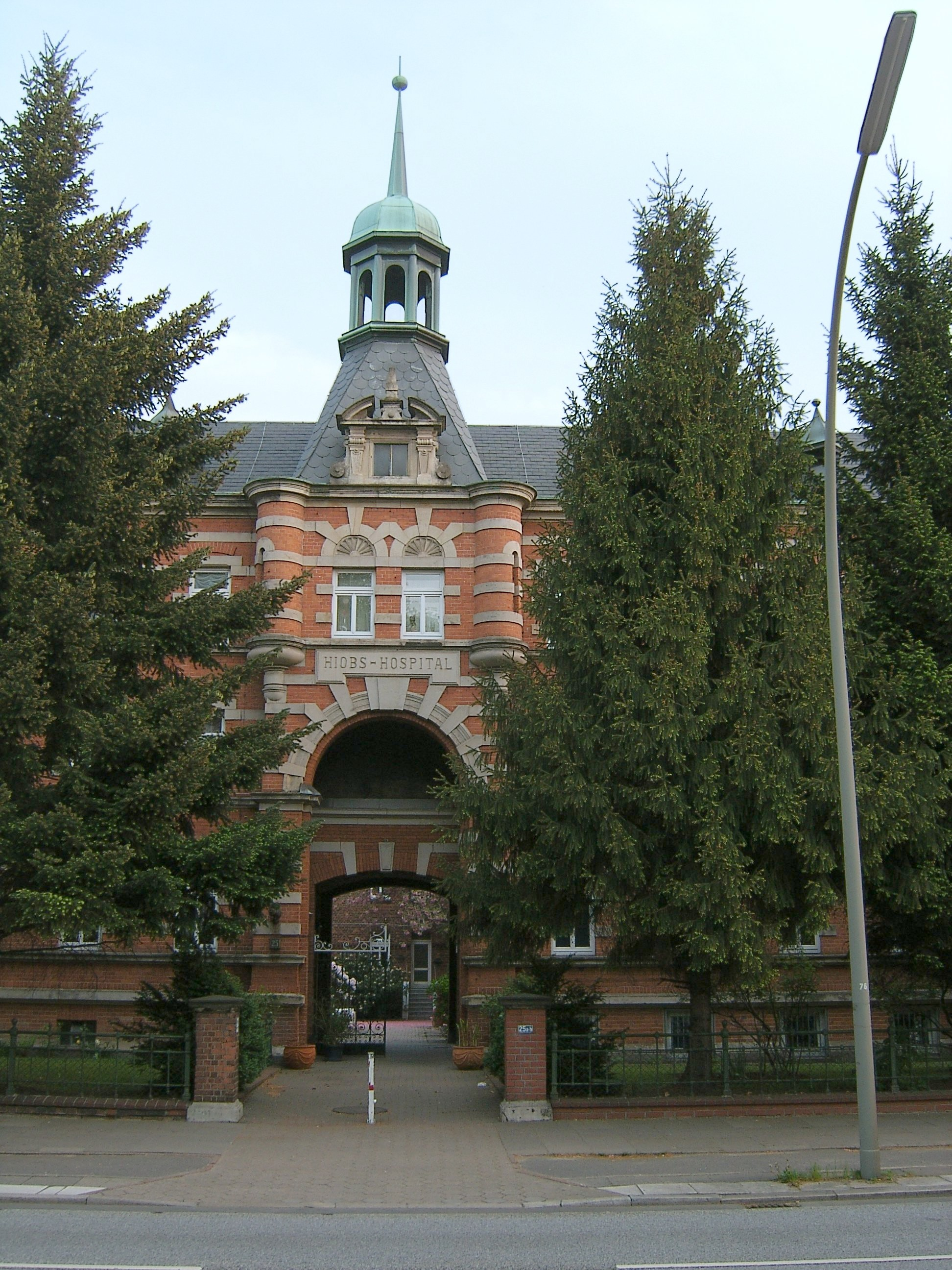
Von 1870 bis 1904 war Kaemmerer Provisor des Hiobshospitals.

Kaemmerer trat in die von seinen Vorfahren seit 1750 betriebene Bank- und Handelsfirma, die er seit 1851 zusammen mit seinem Bruder Georg Heinrich Kaemmerer unter dem Namen G. H. Kaemmerer Söhne mit großem Erfolg fortführte, ein. Er gehörte von 1874 bis 1905 dem Aufsichtsrat der Vereinsbank, der damals Direktion genannt wurde, an. Er vertrat damit die Familieninteressen, da ein Teil des Bankgeschäftes von G. H. Kaemmerer Söhne auf die Vereinsbank übertragen worden war.
Kaemmerer war außerdem von 1882 bis 1904 Mitglied im Aufsichtsrat der Hypothekenbank in Hamburg sowie Aufsichtsratsvorsitzender der 1865 gegründeten Vereinsbank Kiel.
Neben seiner beruflichen Tätigkeit war Kaemmerer in der kommunalen und kirchlichen Selbstverwaltung engagiert. Er war von 1848 und 1849 Adjunkt und Armenpfleger, von 1850 bis 1870 Hundertachtziger, 1867 und 1868 Jurat, von 1871 bis 1891 Vorsteher der St.-Petri-Kirche, und von 1886 bis 1891 Mitglied der Synode der Evangelisch-Lutherische Kirche im Hamburgischen Staate.
Von 1851 bis 1855 war Kaemmerer Mitglied der Totenladendeputation, von 1852 bis 1858 Waisenhaus-Provisor, 1856 Mitglied des Gesundheitsrates und des Armen-Kollegiums, 1856 bis 1862 Bürger an der Pensionskasse, 1860 bis 1862 Bankbürger, 1862 Präses des Bankkollegiums, von 1863 bis 1868 und von 1877 bis 1879 Handelsrichter, 1868 bis 1876 Mitglied der Finanzdeputation, 1869 Mitglied der Deputation für indirekte Steuern und Abgaben und Mitglied der Pensionskassendeputation, 1860 bis 1874 Bankdeputation, von 1872 und 1873 Mitglied des Waisenhaus-Kollegiums, 1881 bis 1904 Mitglied der Vormundschaftsbehörde als Patron und Administrator der Paßmannschen Schule, 1870 bis 1904 Provisor des St. Hiobshospitals, eines Wohnstiftes.
Kaemmerer gehörte der Hamburgischen Bürgerschaft von 1862 und von 1868 bis 1898 an.

## Sonstiges
Kaemmerer heiratete am 9. September 1847 Minna Amanda Eybe (* 18. Juni 1828; † 29. August 1908), eine Tochter des Kaufmanns und Senators Wilhelm Eybe.